# Permoshurabia kungurica

Permoshurabia kungurica  (лат.) — ископаемый вид насекомых из семейства Geinitziidae (отряд Grylloblattida). Пермский период (Чекарда, кунгурский ярус, около 280 млн лет), Европа, Пермский край. Длина тела около 17 мм, переднего крыла — 20 мм, заднего крыла — 17,5 мм. Голова крупная, гипогнатическая, усики нитевидные. Пронотум поперечный, уже головы. Мезонотум также поперечный; брюшко укороченное. Сестринский таксон: Permoshurabia mesenensis Aristov 2009. Вид был впервые описан в 2015 году российскими палеоэнтомологами Д. С. Аристовым и А. П. Расницыным (Палеонтологический институт РАН, Москва) по ископаемым отпечаткам.